# K+S
K+S (anteriormente designada Kali und Salz) é uma empresa alemã produtora de agroquímicos e sal. A sua sede situa-se em Kassel.